# Autoarchivo
El autoarchivo es el acto, por parte del autor, de depositar una copia gratuita de un documento electrónico en línea para proporcionar acceso abierto a él. El término generalmente se refiere al autoarchivo de artículos de revistas y conferencias de investigación revisadas por pares, así como tesis y capítulos de libros, depositados en un repositorio digital o archivo abierto con el fin de maximizar su accesibilidad, uso e impacto de cita. Las ubicaciones para el autoarchivo incluyen repositorios institucionales, repositorios basados en temas, sitios web personales y sitios web de redes sociales dirigidos a investigadores.

## Orígenes
El autoarchivo fue propuesto explícitamente por primera vez como una práctica universal por Stevan Harnad en su publicación en línea de 1994, Subversive Proposal (publicada más tarde en Association of Research Libraries), aunque los científicos informáticos practicaban el autoarchivo en archivos FTP anónimos desde al menos la década de 1980, y los físicos lo hacían desde principios de la década de 1990 en la web. 
El término acceso abierto verde se ha vuelto común en los últimos años. El concepto se acuñó en 2004 para describir un "modo de publicación en una revista de acceso no abierto, pero también se autoarchiva en un repositorio de acceso abierto". Se distingue del acceso abierto de oro (o dorado), donde la propia revista hace que los artículos estén disponibles públicamente sin cargo para el lector. 
Diferentes borradores de un documento pueden autoarchivarse, como la versión interna sin revisión por pares, o la versión con revisión por pares publicada en una revista. El acceso abierto verde a través del autoarchivo se habilitó inicialmente a través de repositorios institucionales o disciplinarios, a medida que un número creciente de universidades adoptaron políticas para alentar el autoarchivo. Los repositorios no revisan los artículos, aunque pueden tener copias de los artículos revisados por otros pares. Los repositorios también esperan que el autor que se autoarchiva tenga los derechos necesarios para hacerlo, ya que los derechos de autor pueden haber sido transferidos a un editor.

## Implementación
Mientras que el derecho a autoarchivar postprints es a menudo una cuestión de derechos de autor (si los derechos han sido transferidos al editor), el derecho a autoarchivar preprints es simplemente una cuestión de política de la revista.
Un estudio de 2003 analizó los acuerdos de derechos de autor de 80 editores de revistas y encontró que el 90 por ciento de los editores solicitaron alguna forma de transferencia de derechos de autor y solo el 42.5 por ciento permitió el autoarchivo de alguna forma. En 2014, el proyecto SHERPA/Romeo registró que de 1,275 editoriales, el 70 por ciento permitió alguna forma de autoarchivo, y el 62 por ciento permitió el autoarchivo previo y posterior a la impresión de los documentos publicados. En 2017, el proyecto registró que de 2,375 editores, el 41 por ciento permitía que las versiones anteriores y posteriores se archivaran automáticamente. El 33 por ciento solo permitió el autoarchivo de la impresión posterior, es decir, el borrador final posterior al arbitraje. El 6 por ciento de los editores solo permitieron el autoarchivo de la preimpresión, es decir, el borrador previo al arbitraje.
Editores como Cambridge University Press o la American Geophysical Union respaldan el autoarchivo de la versión final publicada del artículo, no solo los borradores finales revisados por pares. 
Algunos editores intentan imponer embargos al autoarchivo; la duración del embargo puede ser de 6 a 12 meses o más después de la fecha de publicación (SHERPA / RoMEO). Para depósitos embargados, algunos repositorios institucionales tienen un botón de solicitud de copia con el que los usuarios pueden solicitar a los autores una copia única durante el embargo.
Las herramientas de gestión de referencias bibliográficas, como Mendeley, o las plataformas sociales especializadas en ciencia, como Academia.edu y ResearchGate, facilitan el intercambio entre investigadores. Sin embargo, estos servicios a menudo son objeto de críticas por el uso de las contribuciones de los académicos con fines comerciales, así como por la violación de los derechos de autor. También son cuestionadas por los editores por incumplimiento de los derechos de autor, como cuando Elsevier (que compró Mendeley) emitió avisos de eliminación de la Ley de Derechos de Autor del Milenio Digital a Academia.edu por alojar documentos científicos. Los servicios de redes sociales tampoco cumplen con los requisitos de muchas políticas de autoarchivo de parte de los donantes de fondos, revistas e instituciones.
En 2013, Alemania creó una base legal para el acceso abierto verde mediante la modificación de un derecho de publicación secundaria al derecho de autor alemán que otorga a los científicos e investigadores el derecho legal de autoarchivar sus publicaciones en Internet, incluso si han acordado transferir todos los derechos de explotación a un editor. El derecho de publicación secundaria se aplica a los resultados de investigaciones financiadas principalmente con fondos públicos, 12 meses después de la primera publicación, no puede ser renunciado, y la versión del autor se archiva automáticamente.